# Lista drapelelor kosovare
Aceasta este o listă a drapelelor utilizate în Kosovo

## Drapelul de stat
| Drapel | Dată         | Uz               | Descriere |
| ------ | ------------ | ---------------- | --- |
|        | 2008—prezent | Drapelul de stat | Fundal albastru cu șase stele albe așezate în formă de arc deasupra unei hărți aurii a teritoriului Kosovo pe centrul drapelului. Dimensiuni: 2:3 |

## Drapelul guvernamental
| Drapel | Dată         | Uz                 | Descriere                                                                   |
| ------ | ------------ | ------------------ | --------------------------------------------------------------------------- |
|        | 1999-prezent | Steag prezidențial | Drapel bazat pe emblema de președinte al provinciei Kosovo. Dimensions: 2:3 |

## Drapele kosovare sub administrația ONU
| Drapel | Dată         | Uz                                | Descriere |
| ------ | ------------ | --------------------------------- | --------- |
|        | 1999-prezent | Forțele din Kosovo (KFOR)         |           |
|        | 1999-2009    | Corpurile de Protecție din Kosovo |           |
|        | 1999-prezent | Serviciului de Poliție din Kosovo |           |